# Пођоло (Ломбардија)
Пођоло је насеље у Италији у округу Павија, региону Ломбардија.
Према процени из 2011. у насељу је живело 7 становника. Насеље се налази на надморској висини од 328 м.